# Papoea-Nieuw-Guinea op de Olympische Zomerspelen 2008
Papoea-Nieuw-Guinea nam deel aan de Olympische Zomerspelen 2008 in Peking, China.
Papoea-Nieuw-Guinea debuteerde op de Zomerspelen in 1976 en deed in 2008 voor de achtste keer mee. Net als bij de zeven vorige deelnames won Papoea-Nieuw-Guinea ook deze editie geen medaille.

## Deelnemers en resultaten

### Atletiek
| Olympiër    | Discipline      | Resultaat | Prestatie             |
| ----------- | --------------- | --------- | --------------------- |
| Mowen Boino | 400m horden (m) | 23e       | serie 4: 6de in 51,47 |
|             |                 |           |                       |
| Mae Koime   | 100m (v)        | 44e       | serie 8: 6de in 11,68 |

### Boksen
| Olympiër    | Discipline | Resultaat | Prestatie                             |
| ----------- | ---------- | --------- | ------------------------------------- |
| Jack Willie | -48kg (m)  | 17e       | 1ste ronde: V van THA Ruenroeng: 2-14 |

### Gewichtheffen
| Olympiër  | Discipline | Resultaat | Prestatie                                                  |
| --------- | ---------- | --------- | ---------------------------------------------------------- |
| Dika Toua | -53kg (v)  | 8e        | trekken: 8ste met 80kg stoten: 7de met 104kg totaal: 184kg |

### Taekwondo
| Olympiër     | Discipline | Resultaat | Prestatie                      |
| ------------ | ---------- | --------- | ------------------------------ |
| Theresa Tona | -49kg (v)  | 11e       | voorronde: V van VIE Tran: 0-5 |

### Zwemmen
| Olympiër             | Discipline           | Resultaat | Prestatie                                                                |
| -------------------- | -------------------- | --------- | ------------------------------------------------------------------------ |
| Ryan Pini            | 100m vrije slag (m)  | 39e       | serie 4: 4de in 49,72                                                    |
| Ryan Pini            | 200m vrije slag (m)  | 32e       | serie 1: 3de in 1.49,04                                                  |
| Ryan Pini            | 100m vlinderslag (m) | 8e        | serie 7: 5de in 52,00 halve finale 1: 4de in 51,62 finale: 8ste in 51,86 |
|                      |                      |           |                                                                          |
| Anna-Liza Mopio Jane | 50m vrije slag (v)   | 42e       | serie 6: 2de in 26,47                                                    |

Afghanistan · Albanië · Algerije · Amerikaanse Maagdeneilanden · Amerikaans-Samoa · Andorra · Angola · Antigua en Barbuda · Argentinië · Armenië · Aruba · Australië · Azerbeidzjan · Bahama's · Bahrein · Bangladesh · Barbados · België · Belize · Benin · Bermuda · Bhutan · Bolivia · Bosnië en Herzegovina · Botswana · Brazilië · Britse Maagdeneilanden · Bulgarije · Burkina Faso · Burundi · Cambodja · Canada · Centraal-Afrikaanse Republiek · Chili · China · Chinees Taipei · Colombia · Comoren · Congo-Brazzaville · Congo-Kinshasa · Cookeilanden · Costa Rica · Cuba · Cyprus · Denemarken · Djibouti · Dominica · Dominicaanse Republiek · Duitsland · Ecuador · Egypte · El Salvador · Equatoriaal-Guinea · Eritrea · Estland · Ethiopië · Fiji · Filipijnen · Finland · Frankrijk · Gabon · Gambia · Georgië · Ghana · Grenada · Griekenland · Groot-Brittannië · Guam · Guatemala · Guinee · Guinee‑Bissau · Guyana · Haïti · Honduras · Hongarije · Hongkong · Ierland · IJsland · India · Indonesië · Irak · Iran · Israël · Italië · Ivoorkust · Jamaica · Japan · Jemen · Jordanië · Kaaimaneilanden · Kaapverdië · Kameroen · Kazachstan · Kenia · Kirgizië · Kiribati · Koeweit · Kroatië · Laos · Lesotho · Letland · Libanon · Liberia · Libië · Liechtenstein · Litouwen · Luxemburg · Macedonië · Madagaskar · Malawi · Malediven · Maleisië · Mali · Malta · Marshalleilanden · Marokko · Mauritanië · Mauritius · Mexico · Micronesië · Moldavië · Monaco · Mongolië · Montenegro · Mozambique · Myanmar · Namibië · Nauru · Nederland · Nederlandse Antillen · Nepal · Nicaragua · Nieuw-Zeeland · Niger · Nigeria · Noord-Korea · Noorwegen · Oeganda · Oekraïne · Oezbekistan · Oman · Oostenrijk · Oost‑Timor · Pakistan · Palau · Palestina · Panama · Papoea-Nieuw-Guinea · Paraguay · Peru · Polen · Portugal · Puerto Rico · Qatar · Roemenië · Rusland · Rwanda · Saint Kitts en Nevis · Saint Lucia · Saint Vincent en Grenadines · Salomonseilanden · Samoa · San Marino · Sao Tomé en Principe · Saoedi-Arabië · Senegal · Servië · Seychellen · Sierra Leone · Singapore · Slovenië · Slowakije · Soedan · Somalië · Spanje · Sri Lanka · Suriname · Swaziland · Syrië · Tadzjikistan · Tanzania · Thailand · Togo · Tonga · Trinidad en Tobago · Tsjaad · Tsjechië · Tunesië · Turkije · Turkmenistan · Tuvalu · Uruguay · Vanuatu · Venezuela · Verenigde Arabische Emiraten · Verenigde Staten · Vietnam · Wit-Rusland · Zambia · Zimbabwe · Zuid-Afrika · Zuid-Korea · Zweden · Zwitserland
Uitgesloten van deelname: Brunei